# Rosopaella nigroflava
Rosopaella nigroflava är en insektsart som beskrevs av Webb 1983. Rosopaella nigroflava ingår i släktet Rosopaella och familjen dvärgstritar. Inga underarter finns listade i Catalogue of Life.